# بوليستر

مجموعة إستر (أزرق) والتي تكون البوليمر.

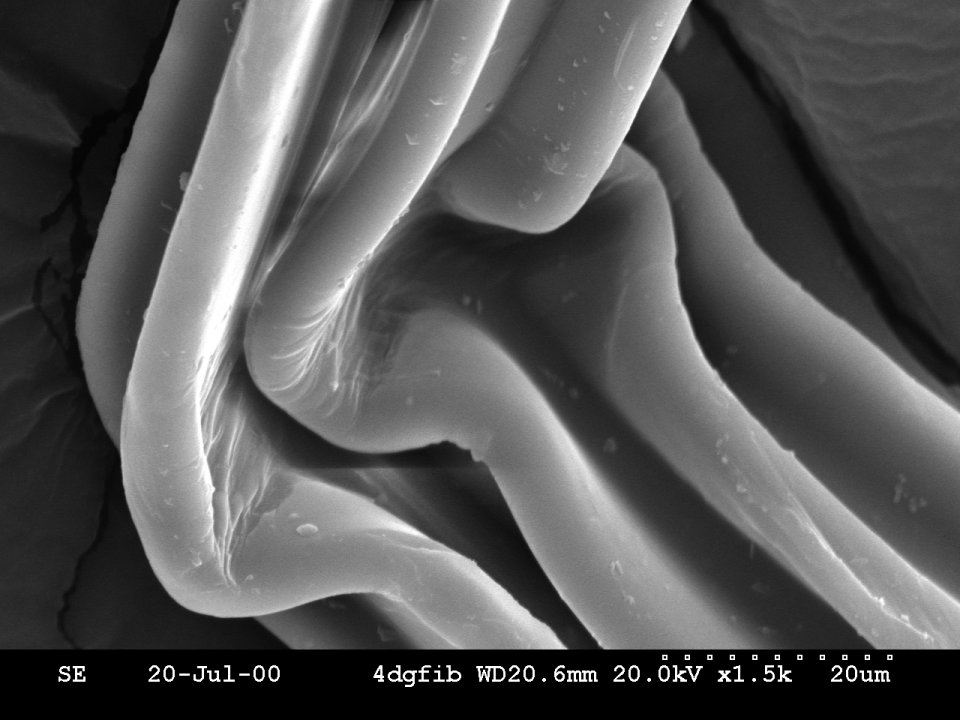
صورة لألياف من البولي استر بالمجهر الإلكتروني الماسح تبين الصورة انحناء في أحد أنواع ألياف البولي استر ذو سطح جانبي كبير

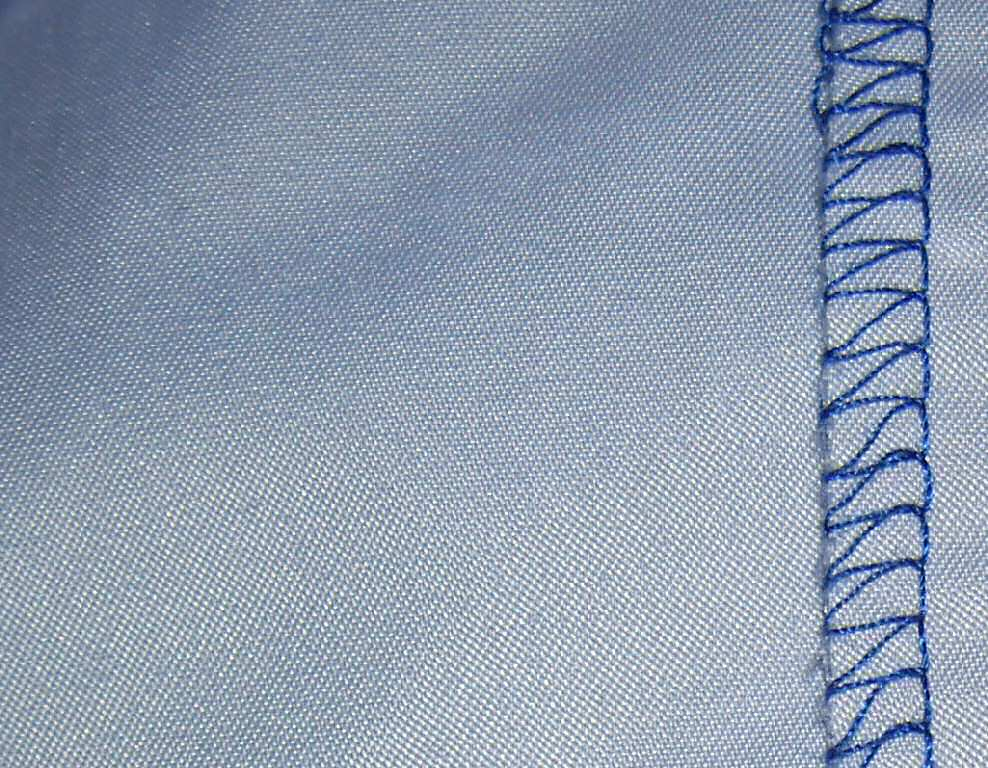
صورة مقربة لقميص من البوليستر

البولي إستر أو ألياف البولي إستر أو ألياف عديد الإستر (بالإنجليزية: Polyester)‏ هو أحد أنواع البوليميرات التي تحتوي زمرة الإستر في سلسلتها الرئيسية.
طبقًا لمعايير الأيزو ISO 2067 فإن ألياف عديد الاستر التي يرمز لها عادة بالرمز PES تعرف بأنها: ألياف تتألف من جزيئات خطية ضخمة تحتوي في سلسلتها مانسبته على الأقل 85% من الوزن من الأملاح العضوية ester مكونة من ديول Diol ومن حمض التيريفثاليك بولي إيثيلين تيرفثالات.
يجب الإشارة إلى أن مصطلح بولي إستر يشير اصطلاحا إلى نوع محدد من مجموعة البولي إستر وهو البولي إيتيلين تيرفثالات (بالإنجليزية: Polyethylene terephtalate)‏. البولي إستر من مجموعة المبلمرات المتلدنة حراريا، والتي تغير شكلها عند تعرضها للحرارة. ينكمش البولي إستر مبتعدًا عند تعرضه للهب وينطفئ ذاتيا في حال الاشتعال، وهذه خصائص مهمة في اختيار الألبسة المضادة للحريق.
البوليستر هو فئة من البوليمرات التي تحتوي على مجموعة وظيفية استر في كل وحدة مكررة من سلسلتها الرئيسية. كمواد محددة، فإنه يشير في الغالب إلى نوع يسمى البولي إيثيلين تيريفثالات polyethylene terephthalate (PET). تشتمل مادة البوليستر على مواد كيميائية طبيعية، كما هو الحال في كوتين بشرة النبات cutin of plant cuticles، وكذلك المواد التركيبية مثل بولي بيوتيرات polybutyrate. البوليسترات الطبيعية وعدد قليل من المواد الاصطناعية قابلة للتفسخ حيوياً biodegradable، لكن معظم البوليسترات الاصطناعية ليست كذلك. البوليستر مادة مستخدمة على نطاق واسع في الملابس والأقمشة.
يتم نسج ألياف البوليستر أحيانًا مع ألياف طبيعية لإنتاج قطعة قماش ذات خصائص مخلوطة blended properties. يمكن أن تكون خلائط القطن والبوليستر قوية ومقاومة للتجاعيد والتمزق وتقلل من الانكماش. تتميز الألياف الاصطناعية التي تستخدم البوليستر بمقاومة عالية للماء والرياح والبيئية مقارنة بالألياف المشتقة من النباتات. لكنها أقل مقاومة للحريق ويمكن أن تنصهرعند الاشتعال.
تعد البوليسترات البلورية السائلة Liquid crystalline polyesters من أوائل البوليمرات البلورية السائلة المستخدمة صناعياً. يتم استخدامها لخصائصها الميكانيكية والمقاومة للحرارة. هذه السمات مهمة أيضًا في تطبيقها كسداد قابل للتآكل في المحركات النفاثة.
يمكن أن يكون للبوليستر الطبيعي دور مهم في نشأة الحياة. من المعروف أن سلاسل البوليستر الطويلة غير المتجانسة والهياكل عديمة الأغشية تتشكل بسهولة في تفاعل أحادي الوعاء بدون محفز في ظل ظروف حيوية بسيطة.

## أنواع Types
البوليسترات هي واحدة من أهم فئات البوليمرات من الناحية الاقتصادية، مدفوعة بشكل خاص بـ PET ، والتي تعد من بين المواد البلاستيكية الأساسية؛ في عام 2000 تم إنتاج حوالي 30 مليون طن في جميع أنحاء العالم. تنوع الهياكل والخصائص في عائلة البوليستر كبير جدًا، اعتمادًا على طبيعة المجموعة R (انظر الشكل الأول مع مجموعة الإستر الأزرق).
تتكون عائلة البولي إستر من:
- البوليسترات الخطية الأليفاتية عالية الوزن الجزيئي (Mn> 10000) هي بوليمرات نصف متبلورة منخفضة الذوبان (م. ص 40-80 درجة مئوية) وتظهر خصائص ميكانيكية ضعيفة نسبيًا. إن قابليتها للتفكك المتأصل، الناتجة عن عدم استقرار حالتها المائية، تجعلها مناسبة للتطبيقات حيث يكون التأثير البيئي المحتمل مصدر قلق، على سبيل المثال التعبئة والتغليف والمواد التي يمكن التخلص منها أو أغشية النشارة الزراعية [8] ⁠ أو في التطبيقات الطبية الحيوية والصيدلانية.[9]
- يتم استخدام البوليسترات ذات الكتلة المولية المنخفضة الخطية الأليفاتية (Mn <10000) هيدروكسي المنتهية كإعدادات كبيرة لإنتاج البولي يوريثان.

تُستخدم البوليسترات مفرطة الامتياز كمعدلات ريولوجيا في اللدائن الحرارية أو كوصلة متشابكة في الطلاءات  بسبب لزوجتها المنخفضة بشكل خاص وقابلية ذوبان جيدة ووظائف عالية 
البوليستر الأليفاتية العطرية، بما في ذلك بولي (الاثيلين تيريفثاليت) وبولي (بوتيلين البولي)، هي مواد semicrystalline (م. ص. 160-280 °C) ذوبان العالية التي وتبين استخدام مثل اللدائن الحرارية الهندسية، BERS فاي وLMS فاي.
- تقدم البوليسترات الخطية العطرية بالكامل خصائص ميكانيكية فائقة ومقاومة للحرارة وتستخدم في عدد من التطبيقات عالية الأداء.
- يتم إنتاج البوليسترات غير المشبعة من كحول متعدد الوظائف وأحماض ثنائية القاعدة غير مشبعة ويتم ربطها فيما بعد؛ يتم استخدامها كمصفوفات في المواد المركبة. تصنع راتنجات الألكيد من الكحوليات متعددة الوظائف والأحماض الدهنية وتستخدم على نطاق واسع في الطلاء والصناعات المركبة حيث يمكن ربطها في وجود الأكسجين. توجد أيضًا بوليستر شبيهة بالمطاط، تسمى اللدائن البلاستيكية الحرارية (استر TPEs). البوليسترات غير المشبعة (UPR) هي راتنجات بالحرارة. يتم استخدامها في الحالة السائلة كمواد صب، وفي مركبات تشكيل الألواح، وراتنجات تصفيح من الألياف الزجاجية وفي حشوات جسم غير معدنية. كما أنها تستخدم كمصفوفة بوليمر حرارية في pregs. تجد البوليسترات غير المشبعة المقواة بالألياف الزجاجية تطبيقًا واسعًا في أجسام اليخوت وأجزاء جسم السيارات.

اعتمادًا على التركيب الكيميائي، يمكن أن يكون البوليستر لدن بالحرارة أو بالحرارة. هناك أيضًا راتنجات بوليستر تمت معالجتها بواسطة مواد صلبة؛ ومع ذلك، فإن البوليسترات الأكثر شيوعًا هي اللدائن الحرارية. تتفاعل مجموعة OH مع مركب وظيفي Isocyanate في نظام مكون من مكونين ينتج طلاءات يمكن أن تكون مصطبغة بشكل اختياري. قد يتغير شكل البوليسترات مثل اللدائن الحرارية بعد تطبيق الحرارة. في حين أنه قابل للاحتراق في درجات حرارة عالية، تميل البوليسترات إلى الانكماش بعيدًا عن اللهب وتنطفئ ذاتيًا عند الاشتعال. تتميز ألياف البوليستر بمقاومة عالية ومعامل E بالإضافة إلى امتصاص منخفض للماء وتقليل الانكماش مقارنة بالألياف الصناعية الأخرى.
تؤدي زيادة الأجزاء العطرية من البوليستر إلى زيادة درجة حرارة التحول الزجاجي، ودرجة حرارة الانصهار، والاستقرار الحراري، والاستقرار الكيميائي...
يمكن أيضًا أن تكون البوليسترات عبارة عن أوليغومرات تليفونية مثل بولي كابرولاكتون ديول (PCL) والبولي إيثيلين أديبات ديول (PEA). ثم يتم استخدامها كبوليمرات أولية.

### مقابل البوليمرات الأليفاتية
تسمى البوليمرات المستقرة حرارياً، والتي تحتوي على نسبة عالية من الهياكل العطرية، أيضًا بالبلاستيك عالي الأداء؛ يقارن هذا التصنيف الموجه للتطبيق هذه البوليمرات مع اللدائن الهندسية والبلاستيك السلعي. يُذكر عمومًا أن درجة حرارة الخدمة المستمرة للمواد البلاستيكية عالية الأداء أعلى من 150 درجة مئوية،  بينما يتم تعريف اللدائن الهندسية (مثل البولي أميد أو البولي كربونات) على أنها لدائن حرارية تحتفظ بخصائصها فوق 100 درجة مئوية. ⁠ المواد البلاستيكية السلعية (مثل البولي إيثيلين أو البولي بروبلين) لها قيود أكبر في هذا الصدد، ولكنها تُصنع بكميات كبيرة بتكلفة منخفضة.
يحتوي Poly (ester imides) على مجموعة imide العطرية في وحدة التكرار، وتحتوي البوليمرات القائمة على imide على نسبة عالية من الهياكل العطرية في السلسلة الرئيسية وتنتمي إلى فئة البوليمرات المستقرة حرارياً. تحتوي هذه البوليمرات على هياكل تنقل درجات حرارة انصهار عالية، ومقاومة للتفكك التأكسدي واستقرار للإشعاع والكواشف الكيميائية. من بين البوليمرات المستقرة حرارياً ذات الأهمية التجارية بوليميدات، بولي سلفون، بولي إيثير كيتون، بولي بنزيميدازول. من بين هؤلاء، يتم استخدام البوليميدات على نطاق واسع.
ينتج عن هياكل البوليمرات أيضًا خصائص معالجة رديئة، ولا سيما نقطة انصهار عالية وقابلية منخفضة للذوبان. تعتمد الخصائص المذكورة بشكل خاص على نسبة عالية من الكربون العطري في العمود الفقري للبوليمر والتي تنتج صلابة معينة.⁠ أو دمج الهياكل غير المتماثلة. تسمح هذه المجموعات بتناوب الروابط بين الحلقات العطرية. الهياكل الأقل تناسقًا، على سبيل المثال المبنية على المونومرات المرتبطة بالميتاتور أو الأورثو، تسبب اضطرابًا بنيويًا وبالتالي تقلل من التبلور.
إن قابلية المعالجة الضعيفة عمومًا للبوليمرات العطرية (على سبيل المثال، نقطة انصهار عالية وقابلية منخفضة للذوبان) تحد أيضًا من الخيارات المتاحة للتوليف وقد تتطلب مذيبات مشتركة قوية للتبرع بالإلكترون مثل HFIP أو TFA للتحليل (على سبيل المثال مطياف الرنين المغناطيسي النووي 1H) والتي أنفسهم يمكن أن يقدموا المزيد من القيود العملية.

## تطبيقاته
تعتبر ألياف البولي إستر من الألياف الاصطناعية الأكثر شيوعا. تستخدم أقمشة البولي إستر في الثياب وأقمشة المفروشات مثل أغطية الأسرة، والملاءة، والستائر والأغطية. ويستخدم في التطبيقات الصناعية كما في دواليب السيارات، والسيور الناقلة، وأحزمة الأمان في جميع السيارات، والأقمشة المطلية (بالإنجليزية: Coated textile)‏، واللدائن الداعمة ذات قدرة الامتصاص العالية. وتستخدم ألياف البولي إستر أيضا كمواد مالئة كما في الوسائد والحشوات والدثائر المريحة واللحف.
تعرف أقمشة البولي إستر لأنها أقل راحة من مثيلاتها المصنوعة من الألياف الطبيعية مثل القطن، ولكنها تتميز عنها بعدة مزايا مثل مقاومة الاهتراء، ومقاومة التجعيد. وللاستفادة من خصائص كلا النوعين من الألياف، عمد إلى إنتاج غزول تحتوي على كلا النوعين وبنسب مختلف طبقا للمواصفات والتطبيقات المختلفة.
ويستخدم البولي إستر في صناعة القوارير، والأغشية الرقيقة، والقماش المشمع، والمصافي والمرشحات، والأغشية العازلة كهربائيا، وأغلفة الأسلاك الكهربائية، إلخ.
يستخدم البولي إستر المقسى حراريا (بالإنجليزية: Thermosetting Polyester)‏ في المواد المؤلفة، كمادة للتقوية أو كمادة أساس (أنظر المواد المؤلفة). وجد هذا النوع من المبلمرات تطبيقات عديدة في صناعة هيكل القوارب، والعديد من أجزاء السيارات.

## خصائص ألياف البولي استر
تمتاز ألياف البولي إستر بمتانتها ومرونتها وتختلف هذه المتانة والمرونة باختلاف مقدار الشد الواقع عقب الغزل وتمتص ألياف البولي إستر الرطوبة في الظروف العادية بمقدار 0.5 % رطوبة ممتصة في درجات الحرارة العادية كما لا تزيد درجة التشبع عن 0.8 % ولا تنتفخ في الماء إلا بنسبة ضئيلة.
تتحمل ألياف البولي إستر التسخين فترة طويلة بدون أن يحدث بها تفكك محسوس حيث تبلغ درجة انصهار البولي إستر 249 درجة مئوية وهي أعلى درجة انصهار للألياف الكيماوية.
لا يمكن صباغة ألياف البولي إستر بسهولة بسبب عدم انتفاخها وتفتحها وتحتاج عملية صباغتها إلى بعض المواد المساعدة على الانتفاخ وأحيانا الصباغة في درجات الحرارة المرتفعة للمساعدة على تفكك المادة الصابغة داخل مسام الألياف.

## الصناعة

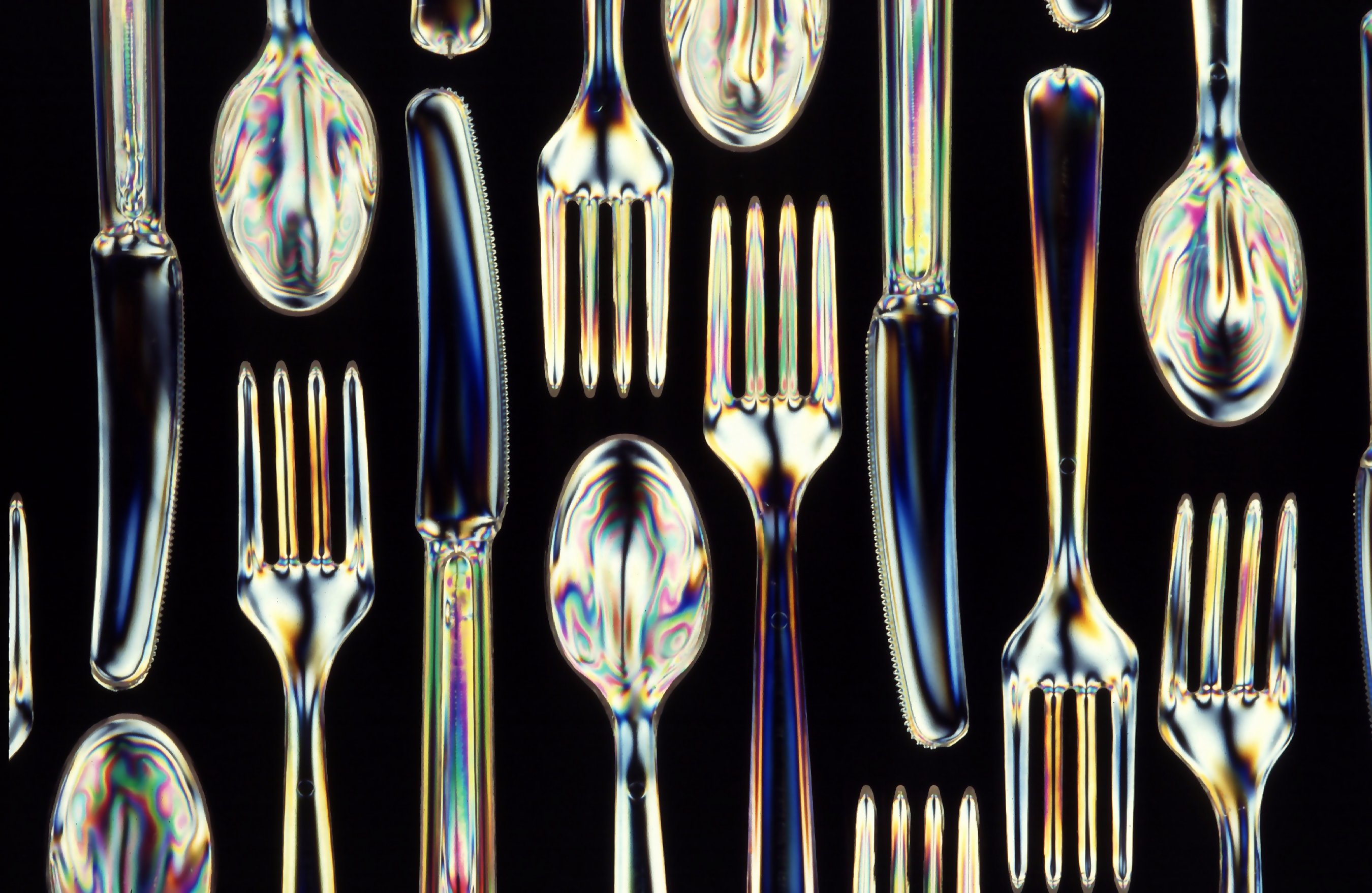
أواني بلاستيكية قابلة للتفسخ بيولوجياً

### أساسيات
البولي إيثيلين تيريفثالات polyethylene terephthalate، البوليستر الذي يتمتع بأكبر حصة في السوق، هو بوليمر صناعي مصنوع من حمض التريفثاليك المنقى purified terephthalic acid (PTA) أو ثنائي ميثيل إستر ثنائي ميثيل تريفثالات dimethyl ester dimethyl terephthalate (DMT) وأحادي إيثيلين جلايكول (MEG) monoethylene glycol. مع 18 ٪ من حصة السوق من جميع المواد البلاستيكية المنتجة فهي تتراوح في المرتبة الثالثة بعد البولي إيثيلين (33.5 ٪) والبولي بروبيلين (19.5 ٪) وتعتبر من البلاستيك السلعي.
هناك عدة أسباب لأهمية البولي إيثيلين تيريفثالات polyethylene terephthalate:
- المواد الخام التي يسهل الوصول إليها نسبيًا PTA أو DMT و MEG
- العملية الكيميائية البسيطة المفهومة والموصوفة جيدًا لتركيبها
- مستوى السمية المنخفض لجميع المواد الخام والمنتجات الجانبية أثناء الإنتاج والمعالجة
- إمكانية إنتاج PET في حلقة مغلقة مع انبعاثات منخفضة للبيئة
- الخصائص الميكانيكية والكيميائية المتميزة
- إعادة التدوير
- مجموعة متنوعة من المنتجات الوسيطة والنهائية.

في الجدول التالي، يظهر الإنتاج العالمي المقدر للبوليستر. التطبيقات الرئيسية هي البوليستر النسيجي، راتنجات البوليستر الزجاجي، فيلم بوليستر بشكل أساسي للتغليف والبوليستر المتخصص للبلاستيك الهندسي. وفقًا لهذا الجدول، قد يتجاوز إجمالي إنتاج البوليستر في العالم 50 مليون طن سنويًا قبل عام 2010.
| إنتاج البوليستر في العالم حسب السنة | إنتاج البوليستر في العالم حسب السنة | إنتاج البوليستر في العالم حسب السنة | إنتاج البوليستر في العالم حسب السنة |
| Product type                        |                                     | 2002 (million tonnes/year)          | 2008 (million tonnes/year)          |
| ----------------------------------- | ----------------------------------- | ----------------------------------- | ----------------------------------- |
| Textile-PET                         |                                     | 20                                  | 39                                  |
| Resin, bottle/A-PET                 |                                     | 9                                   | 16                                  |
| Film-PET                            |                                     | 1.2                                 | 1.5                                 |
| Special polyester                   |                                     | 1                                   | 2.5                                 |
| Total                               |                                     | 31.2                                | 59                                  |

### معالجة البوليستر
بعد المرحلة الأولى من إنتاج البوليمر في مرحلة الصهر (الذوبان)، ينقسم تيار المنتج إلى منطقتين مختلفتين للتطبيق وهما بشكل أساسي تطبيقات النسيج وتطبيقات التغليف. في الجدول التالي، يتم سرد التطبيقات الرئيسية للمنسوجات وتغليف البوليستر.
| Textile                      | Packaging                                             |
| ---------------------------- | ----------------------------------------------------- |
| Staple fiber (PSF)           | Bottles for CSD, water, beer, juice, detergents, etc. |
| Filaments POY, DTY, FDY      | A-PET film                                            |
| Technical yarn and tire cord | Thermoforming                                         |
| Non-woven and spunbond       | biaxial-oriented film (BO-PET)                        |
| Mono-filament                | Strapping                                             |

Abbreviations:
PSF
بوليستر الألياف الغذائية الأساسية؛
POY
خيوط موجهة جزئيًا؛
DTY
خيوط منسوجة؛
FDY
خيوط مسحوب بالكامل؛
CSD
المشروبات الغازية؛
A-PET
فيلم البولي إيثيلين تيريفثاليت غير متبلور؛
BO-PET
فيلم البولي إيثيلين تيريفثاليت ثنائي المحور؛
يتم استخدام جزء صغير مماثل من السوق (أقل بكثير من مليون طن / سنة) من البوليستر لإنتاج اللدائن الهندسية وماسترباتش.
من أجل إنتاج ذوبان البوليستر بكفاءة عالية وخطوات معالجة عالية الإنتاج مثل الألياف الأساسية (50-300 طن / يوم لكل خط غزل) أو POY / FDY (حتى 600 طن / يوم مقسمة إلى حوالي 10 آلات غزل) وفي الوقت نفسه، المزيد والمزيد من العمليات المباشرة المتكاملة رأسياً. وهذا يعني أن البوليمر المصهور يتم تحويله مباشرة إلى ألياف أو خيوط نسيجية بدون الخطوة الشائعة لتكوير. نحن نتحدث عن التكامل الرأسي الكامل عندما يتم إنتاج البوليستر في موقع واحد بدءًا من الزيت الخام أو منتجات التقطير في زيت السلسلة ← بنزين ← PX ← PTA ← PET تذوب ← ألياف / خيوط أو راتينج بدرجة الزجاجة. في غضون ذلك، يتم إنشاء هذه العمليات المتكاملة في عمليات متقطعة إلى حد ما في موقع إنتاج واحد. كانت شركة إيستمان للكيماويات أول من قدم فكرة إغلاق السلسلة من PX إلى راتينج PET من خلال ما يسمى بعملية INTEGREX. تبلغ قدرة مواقع الإنتاج المتكاملة رأسياً هذه> 1000 طن / يوم ويمكن أن تصل بسهولة إلى 2500 طن / يوم.
إلى جانب وحدات المعالجة الكبيرة المذكورة أعلاه لإنتاج الألياف أو الخيوط الأساسية، هناك عشرة آلاف من مصانع المعالجة الصغيرة والصغيرة جدًا، بحيث يمكن للمرء تقدير أن البوليستر تتم معالجته وإعادة تدويره في أكثر من 10000 مصنع حول العالم. هذا دون احتساب جميع الشركات العاملة في صناعة التوريد، بدءًا من الآلات الهندسية والمعالجة وانتهاءًا بالإضافات الخاصة والمثبتات والألوان. هذا مجمع صناعي ضخم ولا يزال ينمو بنسبة 4-8٪ سنويًا، اعتمادًا على منطقة العالم.

## اصطناع البوليستر
يتم تحقيق اصطناع البوليسترات بشكل عام عن طريق تفاعل متعدد التكثيف. انظر «تفاعلات التكثيف في كيمياء البوليمرات». المعادلة العامة لتفاعل الديول مع ثنائي الحموضة هي
(n+1) R(OH)2 + n R´(COOH)2 → HO[ROOCR´COO]nROH + 2n H2O.
يمكن الحصول على البوليستر من خلال مجموعة واسعة من التفاعلات التي من أهمها تفاعل الأحماض والكحوليات وتفكك الكحول أو التفكك الحمضي للإسترات منخفضة الوزن الجزيئي أو التفكك الكحولي لكلوريد الأسيل.
↵

### الأسترة الأزيوتروبية Azeotrope esterification
في هذه الطريقة الكلاسيكية، يتفاعل الكحول وحمض الكربوكسيل لتكوين إستر كربوكسيلي. لتجميع بوليمر، يجب إزالة الماء المتكون من التفاعل باستمرار عن طريق التقطير الأزيوتروبي.

### الأسترة المنصهرة Melt esterification
عندما تكون نقاط انصهار المونوميرات منخفضة بدرجة كافية، يمكن تكوين بوليستر عن طريق الأسترة المباشرة أثناء إزالة ماء التفاعل عن طريق الفراغ.
يعتبر البوليستر السائب المباشر عند درجات حرارة عالية (150 - 290 درجة مئوية) مناسبًا جيدًا ويستخدم على المستوى الصناعي لإنتاج البوليستر الأليفاتي والبوليستر غير المشبع والبوليستر العطري الأليفاتي. تُظهر المونوميرات التي تحتوي على مجموعات هيدروكسيل الفينولية أو الثلاثية تفاعلًا منخفضًا مع الأحماض الكربوكسيلية ولا يمكن بلمرتها عن طريق الاسترة الحمضية المباشرة القائم على الكحول. في حالة إنتاج PET ، فإن العملية المباشرة لها العديد من المزايا، على وجه الخصوص معدل التفاعل أسرع، الوزن الجزيئي الأعلى الذي يمكن بلوغه، إطلاق الماء بدلاً من الميثانول وانخفاض تكاليف تخزين الحمض عند مقارنته بالإستر بسبب انخفاض الوزن.

### استرة كحولية
الأسترة التبادلية transesterification : هو تكاثف أوليغومر oligomer منتهي بالكحول وأوليغومير منتهي بالإستر لتكوين ارتباط إستر، مع فقد كحول. R و R' هما سلسلتا oligomer ، R'' عبارة عن وحدة قربانية مثل مجموعة الميثيل (الميثانول هو المنتج الثانوي لتفاعل الأسترة).
يستخدم مصطلح ترانسستيري Transesterification عادة لوصف تفاعلات تبادل الهيدروكسي - إستر، الكربوكسي - الإستر، وتفاعلات التبادل الإستر. يمتلك تفاعل تبادل الهيدروكسي والإستر أعلى معدل تفاعل ويستخدم لإنتاج العديد من البوليسترات العطرية - الأليفاتية والعطرية بالكامل. يعتبر الاصطناع المعتمد على الأسترة التبادلية مفيدًا بشكل خاص عند استخدام أحماض ثنائي الكربوكسيل عالية الذوبان وذوبان ضعيفة. بالإضافة إلى ذلك، فإن الكحوليات كمنتج تكثيف تكون أكثر تطايرًا وبالتالي يسهل إزالتها من الماء.
إن اصطناع (تخليق) الصهر عالي الحرارة بين ثنائي أسيتات ثنائي الأسيتات وأحماض ثنائي الكربوكسيل العطرية أو في الاتجاه المعاكس بين ثنائي الفينول وإسترات ثنائي فينيل حمض الكربوكسيل العطري (يتم إجراؤه عند 220 إلى 320 درجة مئوية عند إطلاق حمض الأسيتيك)، إلى جانب التخليق المعتمد على أسيل كلوريد، الطريق المفضل للبوليستر العطري بالكامل.

### أسيلة Acylation
في الأسيلة، يبدأ الحمض كمركب كلوريد حمض، وبالتالي يستمر التكثيف المتعدد بانبعاث حمض حمض كلور الماء (HCl) بدلاً من الماء.
تم تطبيق التفاعل بين كلوريد الدياسيل diacyl chlorides والكحوليات أو المركبات الفينولية على نطاق واسع على تخليق البوليستر وخضع للعديد من النقاش في المراجعات وفصول الكتب.⁠
يتم إجراء التفاعل عند درجات حرارة أقل من طرق التوازن؛ الأنواع الممكنة هي تكثيف المحلول ذو درجة الحرارة العالية، التفاعلات المحفزة بالأمين والتفاعلات البينية interfacial reactions. بالإضافة إلى ذلك، يتم احتساب استخدام العوامل المنشطة على أنها طريقة عدم توازن. ثوابت التوازن للتكثيف المعتمد على أسيل كلوريد والذي ينتج عنه أريلات arylates وبولي أريلات polyarylates عالية جدًا بالفعل ويبلغ عنها 4.3 × 103 و 4.7 × 103 ، على التوالي. وبالتالي، غالبًا ما يشار إلى هذا التفاعل على أنه بوليسترة «غير متوازنة». على الرغم من أن التخليق المعتمد على أسيل كلوريد يخضع أيضًا للتقارير الواردة في وثائق براءات الاختراع، فمن غير المحتمل أن يتم استخدام التفاعل على نطاق الإنتاج.
الطريقة محدودة بسبب التكلفة العالية لثاني كلوريد الحمض وحساسيتها للتفكك المائي وحدوث تفاعلات جانبية.
ينتج عن تفاعل درجة الحرارة المرتفعة (من 100 إلى > 300 درجة مئوية) لكلوريد ثنائي الأسيل مع كحول الديال البوليستر وكلوريد الهيدروجين. في ظل هذه درجات الحرارة المرتفعة نسبيًا، يستمر التفاعل سريعًا بدون محفز:

يمكن أن يتبع تحويل التفاعل معايرة كلوريد الهيدروجين المتطور. تم وصف مجموعة متنوعة من المذيبات بما في ذلك البنزين المكلور (مثل ثنائي كلورو بنزين)، النفثالينات المكلورة أو ثنائي فينيل، بالإضافة إلى العطريات غير المكلورة مثل التيرفينيل أو البنزوفينون أو ثنائي بنزيل بنزين. تم تطبيق التفاعل أيضًا بنجاح على تحضير بوليمرات شديدة التبلور وضعيفة الذوبان والتي تتطلب درجات حرارة عالية ليتم الاحتفاظ بها في المحلول (على الأقل حتى يتم الوصول إلى وزن جزيئي مرتفع بدرجة كافية).
طريقة Silyl

في هذا البديل من طريقة حمض الهيدروكلوريك، يتم تحويل كلوريد حمض الكربوكسيل مع ثلاثي ميثيل سيليل الأثير لمكون الكحول ويتم الحصول على إنتاج كلوريد ثلاثي ميثيل سيليل

### طريقة خلات (الأسترة)
بلمرة فتح الحلقة

## التفسخ البيولوجي والمخاوف البيئية
كان المنزل المستقبلي مصنوعًا من بلاستيك البوليستر المقوى بالألياف الزجاجية؛ تم العثور على بوليستر-بولي يوريثين، وبولي (ميثيل ميثاكريلات) أحدهما متفككا بواسطة البكتيريا الزرقاء والعتائق.

### الارتباط المتبادل
البوليستر غير المشبع عبارة عن راتنجات بالحرارة. وهي بشكل عام عبارة عن بوليمرات مشتركة يتم تحضيرها عن طريق بلمرة واحد أو أكثر من ديول مع أحماض ثنائي الكربوكسيل مشبعة وغير مشبعة (حمض الماليك، حمض الفوماريك ...) أو أنهيدريدها. تتفاعل الرابطة المزدوجة للبوليستر غير المشبع مع مونومر فينيل، عادة ستيرين، مما ينتج عنه بنية ثلاثية الأبعاد متصالبة. يعمل هذا الهيكل كصلابة حرارية. يبدأ تفاعل الارتباط المتبادل الطارد للحرارة من خلال محفز، يكون عادةً بيروكسيد عضوي مثل بيروكسيد ميثيل إيثيل كيتون أو بيروكسيد البنزويل.

### تلوث موائل المياه العذبة ومياه البحر
قضى فريق من جامعة بليموث في المملكة المتحدة 12 شهرًا في تحليل ما حدث عندما تم غسل عدد من المواد الاصطناعية في درجات حرارة مختلفة في الغسالات المنزلية، باستخدام مجموعات مختلفة من المنظفات، لتحديد كمية الألياف الدقيقة. ووجدوا أن متوسط حمل الغسيل البالغ 6 كجم يمكن أن يطلق ما يقدر بنحو 137951 من الألياف من مزيج البوليستر والقطن، و 496030 أليافًا من البوليستر و 728789 من الألياف من الأكريليك. تضيف هذه الألياف إلى التلوث العام للمواد البلاستيكية الدقيقة.

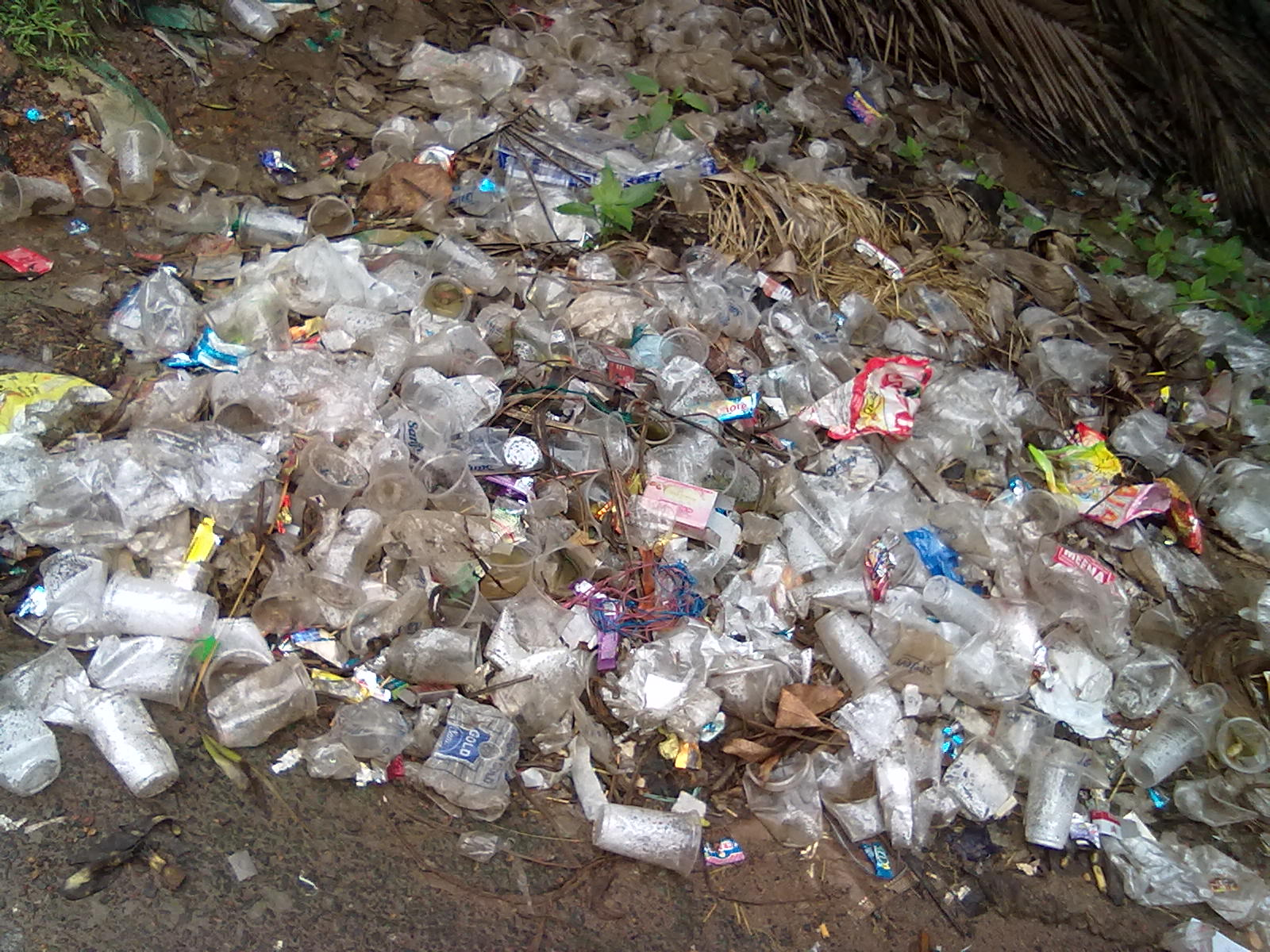
النفايات البلاستكية أكبر تحدٍ للبيئة

### غير قابلة للتجديد
البوليستر عبارة عن ألياف بترولية صناعية، وبالتالي فهي مورد غير متجدد كثيف الكربون. يتم استخدام ما يقرب من 70 مليون برميل من النفط سنويًا في صناعة البوليستر حول العالم، وهو الآن أكثر الألياف استخدامًا في صناعة الملابس. لكن الأمر يستغرق أكثر من 200 عام حتى تتفكك.

## قماش البوليستر
قماش البوليستر (بالإنجليزيّة: Polyester) هو أحد أنواع الأقمشة التي تتكوّن من أليافٍ صِناعيّة تمّ تطويرُها في القرن العشرين في المُختبرات العلمية، وكلمة بوليستر مُشتقّة من مُفردتي "poly" التي تعني العديد، و "ester" وهو مركّب كيميائي عضوي أساسي. إنّ المادّة الأساسيّة المُستخدَمة في صنع البوليستر هي الإثيلين، وهي مُشتقّة من البترول، إلى جانب الهواء، والفحم، والماء.
البوليستر الذي يتم صناعة الأقمشة به هو المجموعة المسماة بالبولي إيثيلين تيرفثالات، وهي مادة تقاوم الحرارة، وتستخدم في صناعة الألبسة المقاومة والمضادة للحريق .
يتم إنتاج البوليستر على شكل حبيبات صغيرة، يتم صهرها وتمريرها من خلال ثقوبٍ دقيقة، وتُنسَج الخيوط الناتجة لتشكيل الألياف. هذه الألياف، المعروفة باسم تيريلين أو دكرون، ويستخدم البوليستر بشكلٍ منفرد أو مختلط مع ألياف أخرى مصنّعة أو طبيعيّة.
يُصنَع البوليستر من خلال حُدوثِ تفاعُلٍ بين الحمض والكحول، وعند حصول هذا التفاعُل تتَظافر اثنتين أو أكثر من الجُزيئات لتكوين جزيء كبير، ويُمكِن أن تُشكِّل ألياف البوليستر جُزيئاتٍ طويلة جداً ومُستقِرّة وقويّة، وتُسمّى عَمليّة تكوين البوليستر بالبلمرة، وفي الوقت الحاضر يُستخدم البوليستر في تصنيع العديد من المُنتجات، مثل الملابس، والمفروشات المنزلية، والأقمشة الصناعيّة، وأجهزة الكمبيوتر، ويتميّز البوليستر بالعديد من المزايا التي تُضاهي الأقمشة التقليديّة مثل القطن.

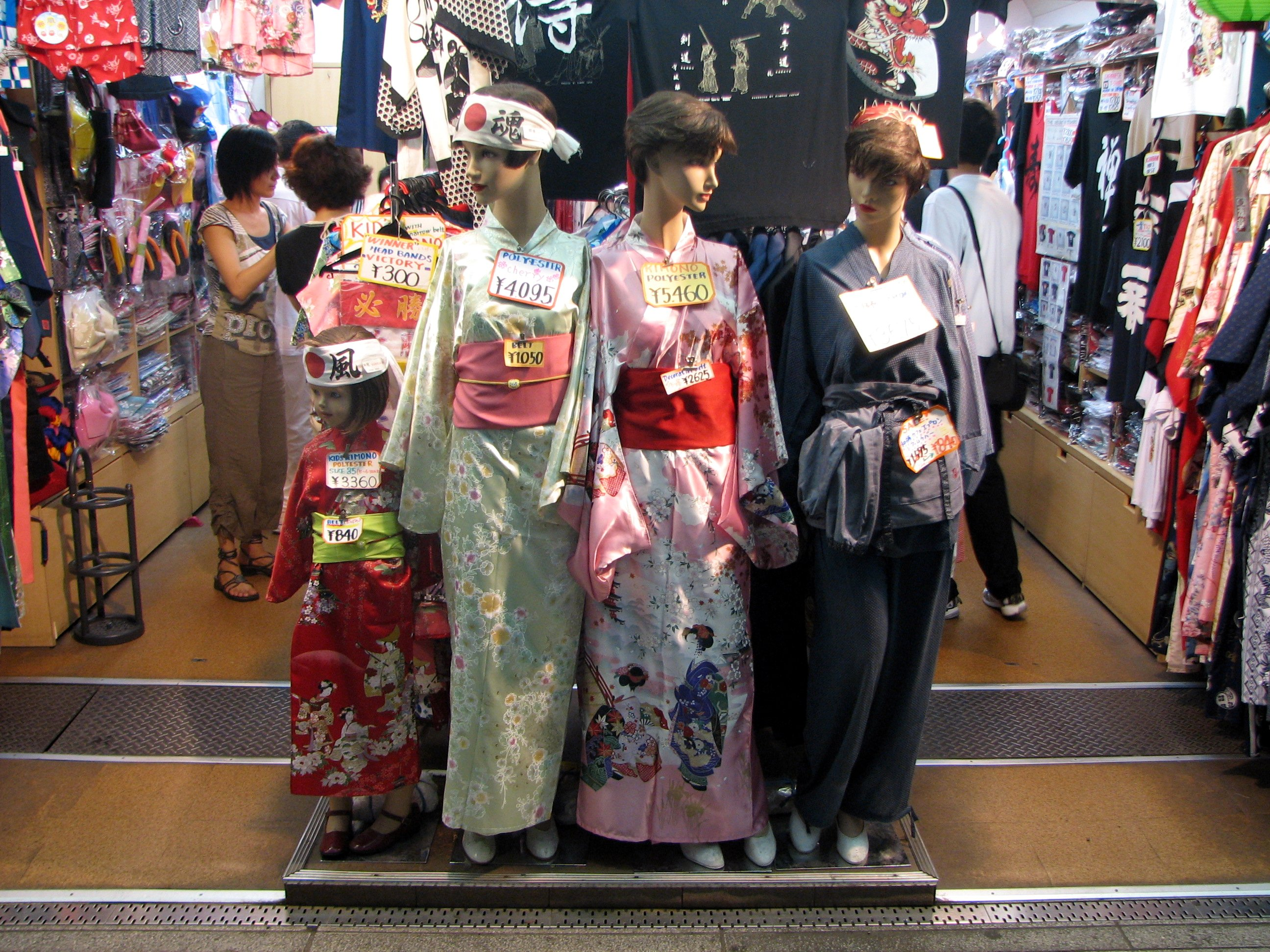
البوليستر يدخل قي تركيب الكثير من الملابس

### أنواع قماش البوليستر
يُصنّف البوليستر إلى نوعين رئيسيين، هما: البوليستر المُشبَع، والبولستر غير المُشبَع:
- البوليستر المُشبَع: يُشير هذا النوع إلى عائلة البوليستر التي تتكوّن بشكلٍ أساسيّ من البوليستر المُشبَع، وهو غير تفاعُليّ كما هو الحال في البوليستر غير المُشبَع، وتتكوّن من السوائل الجُزئيّة مُنخفضة الوزن التي تُستخدَم كمُلدِنات ومفاعلات في تشكيل إيثان البوليمرات، والجُزيئات الخطيّة الحراريّة عالية الوزن مثل البولي ايثيلين، وعادةً ما تكون المَواد المُتفاعِلة للبوليسترات المُشبعة هي الغليكول، والحمض أو الحمض لا المائي.
- البولستر غير المُشبَع: يُشير هذا النوع إلى عائلة البوليستر التي تتكوّن بشكلٍ أساسي من راتنجات التصلّد الحراري الألكيلية التي تتميّز بعدم تشبُّع الفينيل، ويُستخدَم هذا النوع من البوليستر في البلاستيك المّقوّى خاصّةً، ويتمّ استخدامه بشكل كبير نظراً لكونه اقتصاديّاً جدّاً.

### ميّزات قماش البوليستر
يتمّيز قماش البوليستر بالعديد من الميّزات والخصائص الفريدة، ومن أبرزها ما يأتي:
قماش البلويستر وأليافه قويّة جداً.
- يُعدّ ذا قدرةٍ تحمُليّة عالية، فهو مُقاوم لمُعظم المواد الكيميائية، ويتمدّد ويَتقلّص.
- البوليستر ذو طبيعة نافرة من المياه، ولذلك هو سريع الجَفاف، ويُمكن استخدامه للعَزل عن طريق تَصنيع الألياف المجوّفة.
- يحتفظ البوليستر بشكله والطيّات التي توجد فيه، وبالتالي هو جيّد لصُنع الملابس للمناخات القاسية.
- يتمتّع بمرونةٍ عالية سواءً كان رطباً أم جافّاً. هو من الأقمشة سَهلة الغسيل والتنشيف.
- يُعد مُقاوماً للتجاعيد. يُعد مُقاوماً للعفن. يُعد مُقاوماً للتآكل.

### عيوب قماش البوليستر
يُعتبر قُماش البوليستر غير مُريح بالنسبة للعديد من الأشخاص، وذلك لأنّه لا يسمح بتهوية الجسد عند ارتدائه ممّا يُؤدّي إلى الشعور بالحر والتعرُق بكثرة، كما أنّ خاصية امتصاص الرطوبة فيه مُنخفضة مُقارنةً بالأقمشة الطبيعية كالقُطن، لذلِكَ بدأت العديد من الشركات المُصنعة للأقمشة بصُنع قماش بوليستر يمتص الرطوبة ليكون مُناسباً للعمل والرياضة، هذا ويُعتبر هذا القماش قابلاً للاشتعال لذلك يجب أخذ الحيطة عند ارتدائه أو استخدامه بالقُرب من النار.

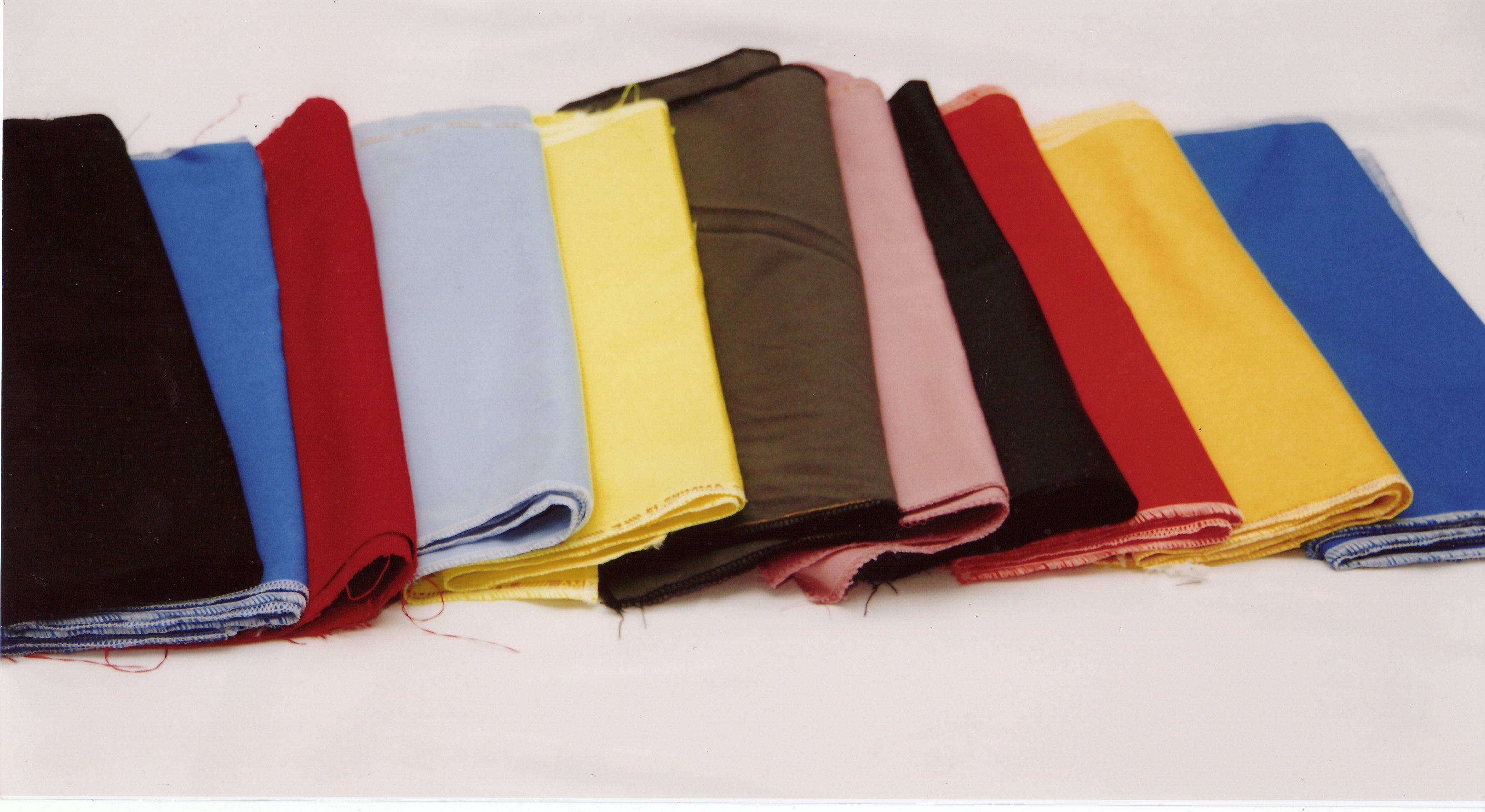
أقمشة يدخل في تركيبها البوبيستر

### استخدامات البوليستر
نظراً للخصائص العديدة التي يتمتّع بها البوليستر يتمّ استخدامه في مجالاتٍ عديدة ولأغراضٍ مُختلفة، ومن أبرز استخدامات البوليستر هي الملابس التي كانت شهيرةً جدّاً في سبعينيات القرن العشرين، وذلك لقوّته وقدرته التحملية، كما تدخُل مادّة البوليسترين في صناعة العديد من المواد التي تُستَخدَم في مجالات عدّة، ومن أبرز تلك المجالات ما يأتي: السيارات: تُستخدم مادة البوليسترين في صناعة قطع غيار السيارات، ومقابض الأبواب، ولوحات امتصاص طاقة السيارة، وغيرها، كما يُستخدَم البوليستر في صناعة مقاعد حماية الأطفال. المواد العازلة: تُوفّر رغوة البوليسترين خفيفة الوزن عزلاً حراريّاً مُمتازاً في العديد من الأدوات، مثل بناء الجدران، والأسقف، والثلّاجات، ومرافق التخزين البارد الصناعية، ويتميّز عزل البوليستيرين بمُقاومته لأضرار المياه. الإلكترونيات: تدخُل مادّة البوليسترين في صناعة أجهزة التلفاز، والكمبيوتر، وجميع معدّات تكنولوجيا المعلومات. الطعام: تُستخدم مادة البوليسترين في صناعة أدوات تغليف الطعام، والتي تُساهم في المُحافظة على الطعام لوقتٍ أطول، وتُعدّ أفضل من بدائل حفظ الطعام الأخرى. التعبئة والتغليف: يُستخدم البوليسترين على نطاق واسع لحماية المُنتجات الاستهلاكية، مثل: علب الأقراص المضغوطة، وتغليف المواد الغذائية، وصواني اللحوم والدواجن، وصناديق البيض لأغراض الحماية من التلف. المعدات الطبيّة: تُستخدم مادة البوليسترين في صناعة صواني زراعة الأنسجة، وأنابيب الاختبار، وعلب مجموعات الاختبار، والأجهزة الطبية، وذلك نظراً لسهولة تعقيمها

## البوليستر واستخداماته في مجالات صناعية أخرى

### استخدامات البوليستر في دهان الأخشاب
يستخدم البوليستر السائل الشفاف في دهانات الأخشاب، اما في التشطيبات البدائية أو التشطيبات النهائية .
التشطيبات البدائية :
يستخدم فيها البوليستر ليسد المسامات الخشبية فيعطى ملمس سطحي ناعم ومستوى بدرجة عالية من الكفاءة كما انه يساعد في حماية الأخشاب على مر السنين .
طريقة استخدامه في التشطيب البدائي للأخشاب
منتج البوليستر الخاص بالأخشاب يكون غير مشبع فتأتى مع العبوة الخاصة بالبوليستر عبوة  أخرى  بها سائل يسمى المصلب (من البارافين).
- يتم خلط المصلب على مادة البوليستر بكميات معينة للتحكم في وقت التصلب وقوته .
- ثم يتم طلائه على السطح الخشبي بطريقه احترافية وليست عشوائية.
- بعد التصلب تأتي مرحلة الصنفرة والتنعيم ليتكون سطح خشبي مستوى وناعم وممتاز .

يوجد نوعين من البوليستر المستخدم في التشطيب البدائي
- بوليستر شفاف ويستخدم في الدهان الأستر للأخشاب.
- بوليستر أبيض ويستخدم في الدهان الدوكو للأخشاب.

التشطيبات النهائية
يستخدم فيها البوليستر بعد التشطيب النهائي ليعطى سطحا لامعا مقاوماً  للمياه، وينصح استخدامه في طلاء المطابخ واخشاب الحمام.
“يسمى عادة باسم بوليستر مط “
طريقة استخدامه
يتم تخفيف المادة بالتنر ثم يتم طلائه على الخشب بعد مرحلة التلوين، ويستخدم في طلاء الأستر والدوكو .
ويدخل البوليستر في دهانات تسمى دهانات الدوكو فرن ، يستخدم أيضا هذا النوع من الدهانات في دهان الأخشاب ليعطى سطحا كسطح السيارات .يتم طلائه كمرحلة تلوين وتشطيب نهائي ويتم تعرضة للحرارة عن طريق ادخال الخشب إلى الفرن الخاص بالدهان (مثل السيارات) وتاتى مرحلة التلميع .

### العزل المائي والحرارى لأسطح المنزل
يتم استخدامه بشكل أساسي في العزل للشركات والمنازل والمصانع
العزل المائي
هي طريقة مستخدمة لمقاومة المياه الناتجة من سقوط الأمطار والرطوبة والتي تؤدي في كثير من الأحيان تسريب المياه بأسلوب أو بآخر فتهلك الأساسات في البناء، وتظهر الشقوق في الجدران والأسطح مما يؤدي إلى تعرض أفراد الأسرة للمخاطر بسبب زيادة احتمالية حدوث انهيارات.
العزل الحراري
تُستخدم هذه الطريقة للحد من تلف أو هلاك الأبنية بسبب تعرضها لدرجات الحرارة العالية والسخونة الشديدة في أيام الصيف الحار، وللعزل الحراري مجموعة من المزايا أهمها ما يأتي: الحفاظ على درجة حرارة مناسبة لمدّة طويلة في الأسطح دون اللجوء إلى تشغيل المكيفات. رفع مستوى الراحة والأمان لمستخدمي المباني. تقليل سمك الحوائط والأسقف الخرسانية الضرورية لتقليل مقدار انتقال الحرارة داخل المباني. توفير العبء المادي وحجم الجهد المبذول في محطات إنتاج الطاقة وشبكات التوزيع، لأنّه يُقلل تكاليف استهلاك الطاقة.